# Silas Andersen
Silas Andersen (13 juni 2004) is een Deens voetballer die doorgaans als (centrale) middenvelder speelt en onder contract staat bij BK Häcken.

## Clubcarrière
Andersen speelde in de jeugd bij Sundby BK, waarna hij in 2020 naar de jeugdopleiding van FC Kopenhagen vertrok. Een jaar later vertrok Andersen na een proefperiode in 2021 naar de jeugdopleiding van Internazionale. Daar speelde hij in het seizoen 2022/23 onder meer vijf wedstrijden mee in de UEFA Youth League. In datzelfde seizoen werd Andersen in december 2022 door Simone Inzaghi opgeroepen voor het trainingskamp van het eerste elftal van de club uit Milaan. Ondanks zijn hernieuwde contract bij Internazionale tekende Andersen op 1 september 2023 een driejarig contract bij FC Utrecht, waar hij aan zou sluiten bij Jong FC Utrecht.
Op vrijdag 15 september 2023 debuteerde Andersen bij de Utrechtse belofteploeg in de in 3–3 geëindigde uitwedstrijd tegen FC Dordrecht. Na 63 minuten verving hij Mees Rijks. In de winterstop van het seizoen 2023/24 ging Andersen mee op trainingskamp met het eerste elftal. Daar kreeg hij in de in 4–4 geïndigde oefenwedstrijd tegen SK Beveren de kans van trainer Ron Jans. Vervolgens zat hij in de eerste competitiewedstrijd na de winterstop voor het eerst bij de wedstrijdselectie. Zijn debuut volgde op 31 maart 2023 in de met 4–2 verloren uitwedstrijd tegen Feyenoord. In mei 2024 werd duidelijk dat Andersen samen met Joshua Mukeh en Adrian Blake vanaf de start van het seizoen 2024/25 definitief aan zou sluiten bij het eerste elftal. Kort na aanvang van dat seizoen werd aangegeven dat Andersen goed presteerde en dat FC Utrecht graag met hem verder zou gaan. Al werd ook aangegeven dat een eventuele verhuurperiode mogelijk goed zou zijn voor de ontwikkeling van Andersen. Op 22 november 2024 maakte Andersen tegen Roda JC Kerkrade (1–3 verlies) een overtreding terwijl de bal niet in de buurt aanwezig was. Hij ontving daarvoor een rode kaart. Later werd door de KNVB besloten Andersen eens schorsing van drie wedstrijden op te leggen, waarvan één voorwaardelijk.
Op 28 januari 2025 maakte Andersen de overstap naar het Zweedse BK Häcken. Die club betaalde circa één miljoen euro aan FC Utrecht.

## Clubstatistieken

### Beloften
| Seizoen                       | Club            | Competitie      | Competitie | Competitie | Overig | Overig | Totaal | Totaal |
| Seizoen                       | Club            | Competitie      | Wed.       | Dlp.       | Wed.   | Dlp.   | Wed.   | Dlp.   |
| ----------------------------- | --------------- | --------------- | ---------- | ---------- | ------ | ------ | ------ | ------ |
| 2023/24                       | Jong FC Utrecht | Eerste divisie  | 30         | 1          | 0      | 0      | 30     | 1      |
| 2024/25                       | Jong FC Utrecht | Eerste divisie  | 16         | 2          | 0      | 0      | 16     | 2      |
| Carrière totaal               | Carrière totaal | Carrière totaal | 46         | 3          | 0      | 0      | 46     | 3      |
| Bijgewerkt op 28 januari 2025 |                 |                 |            |            |        |        |        |        |

### Senioren
| Seizoen                       | Club            | Competitie      | Competitie | Competitie | Beker | Beker | Internationaal | Internationaal | Overig | Overig | Totaal | Totaal |
| Seizoen                       | Club            | Competitie      | Wed.       | Dlp.       | Wed.  | Dlp.  | Wed.           | Dlp.           | Wed.   | Dlp.   | Wed.   | Dlp.   |
| ----------------------------- | --------------- | --------------- | ---------- | ---------- | ----- | ----- | -------------- | -------------- | ------ | ------ | ------ | ------ |
| 2023/24                       | FC Utrecht      | Eredivsie       | 1          | 0          | 0     | 0     | –              | –              | 0      | 0      | 1      | 0      |
| 2024/25                       | FC Utrecht      | Eredivsie       | 1          | 0          | 0     | 0     | –              | –              | 0      | 0      | 1      | 0      |
| 2025                          | BK Häcken       | Allsvenskan     | 0          | 0          | 0     | 0     | –              | –              | 0      | 0      | 0      | 0      |
| Carrière totaal               | Carrière totaal | Carrière totaal | 2          | 0          | 0     | 0     | –              | –              | 0      | 0      | 2      | 0      |
| Bijgewerkt op 28 januari 2025 |                 |                 |            |            |       |       |                |                |        |        |        |        |

## Interlandcarrière
Andersen kwam in 2019 en 2020 in totaal tien keer uit voor Denemarken onder 16. Daarvan stond hij zeven keer in de basis en kwam hij drie keer als invaller in het veld. In die wedstrijden was hij eenmaal trefzeker. Voor Denemarken onder 17 speelde Andersen in 2020 in totaal één wedstrijd, welke hij startte als basisspeler. In 2021 en 2022 kwam Andersen tien keer uit voor Denemarken onder 18, waarvan zes keer als basisspeler en vier keer als invaller. In die wedstrijden kwam hij één keer tot scoren. Voor Denemarken onder 19 speelde Andersen in 2022 en 2023 zeven wedstrijden, waarvan drie wedstrijden als basisspeler en vier wedstrijden als invaller. Daarin kwam hij één keer tot scoren. In september 2023 zat Andersen voor het eerst bij de selectie van Denemarken onder 20.